# Pycreus pratorum
Pycreus pratorum là loài thực vật có hoa trong họ Cói. Loài này được (Korotky) Schischk. miêu tả khoa học đầu tiên năm 1935.